# Stefan Zürcher-Allenbach
Stefan Zürcher-Allenbach (* 1967 in der Schweiz) ist Bischof der Evangelisch-methodistischen Kirche (EMK) in Mittel- und Südeuropa.

## Werdegang
Nach seinen Studien – zunächst an der ETH Zürich an der Abteilung Landwirtschaft, dann an der Theologischen Hochschule Reutlingen (Deutschland) – wurde Stefan Zürcher 2003 zum Ältesten der Evangelisch-methodistischen Kirche ordiniert. Er war von 2000 bis 2015 auf dem Bezirk Rüti-Wald-Hombrechtikon (Schweiz) tätig, bevor er 2015 zum Distriktsvorsteher (Superintendenten) des Distrikts Nordwestschweiz ernannt wurde und diese Verantwortung bis Ende Februar 2023 trug.
Darüber hinaus war/ist er auf Ebene der Jährlichen Konferenz Schweiz-Frankreich-Nordafrika unter anderem als Dozent für Methodistische Theologie in der Laienpredigerinnen- und Laienprediger-Ausbildung, als Leiter des Krisenstabes der EMK Schweiz und als Mitglied der Arbeitsgruppe «Prävention» tätig. Auf Ebene der Zentralkonferenz von Mittel- und Südeuropa leitete er während neun Jahren die Arbeitsgruppe «Theologie und Ordinierte Dienste».
Außerhalb der EMK ist er als Armeeseelsorger der Schweizer Armee tätig. Stefan Zürcher promovierte von 2005 bis 2015/2019 an der Theologischen Fakultät der Universität Zürich.
2022 wurde er in Basel (Schweiz) zum Bischof der EMK gewählt am 20. November im Basler Münster geweiht und am 1. Februar 2023 in sein Amt eingeführt. Stefan Zürcher, der in Greifensee bei Uster (Schweiz) lebt, ist mit Valérie Zürcher verheiratet, und gemeinsam haben sie vier erwachsene Kinder.

## Publikationen
- Die formative Dimension des Gebets: Die formative Dimension des Gebets : pastoraltheologische Grundlegungen einer Gemeindepraxis aus methodistisch-wesleyanischer Perspektive, Zürcher-Allenbach, Leipzig: Evangelische Verlagsanstalt, 2019

| Personendaten    | Personendaten                                                                                        |
| ---------------- | --- |
| NAME             | Zürcher-Allenbach, Stefan                                                                            |
| KURZBESCHREIBUNG | Schweizer Geistlicher, Bischof der evangelisch-methodistischen Kirche (EMK) in Mittel- und Südeuropa |
| GEBURTSDATUM     | 1967                                                                                                 |
| GEBURTSORT       | Schweiz                                                                                              |